# Чайковский, Кондратий Самойлович
Кондра́тий Само́йлович Чайко́вский (1802—1830) — военный врач, доктор медицины.

## Биография
Родился в 1802 году, происходил из духовного звания.
Воспитывался в Черниговской семинарии, затем изучал медицину на медицинском факультете Московского университета, где окончил курс со степенью лекаря 1-го отделения «с отличием» (1827) и оставлен был при Московском университете. Получил в Московском университете степень доктора медицины (27.8.1829) и звание акушера, а затем был назначен в Днепровский пехотный полк, где в следующем (1830) году получил должность старшего лекаря.
Умер 24 декабря 1830 года.
Им написаны:
- «De remediis vegetalibus narcoticis, variis eorumque praeparatis atque usu in medicina practica». Diss., М., 1829, 8°;
- О Смерти // Военно-медиц. журн. — 1831. — Ч. 17, № 1.